# Chính sách thị thực của Cameroon

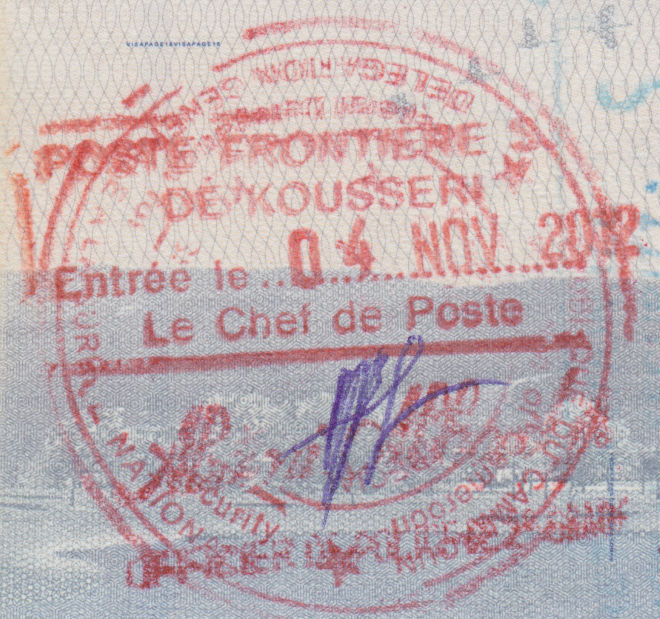
Dấu nhập cảnh Cameroon

Khách đến Cameroon phải xin thị thực từ một trong những phái vụ ngoại giao Cameroom trừ khi họ đến từ một trong những quốc gia được miễn thị thực.

## Bản đồ chính sách thị thực

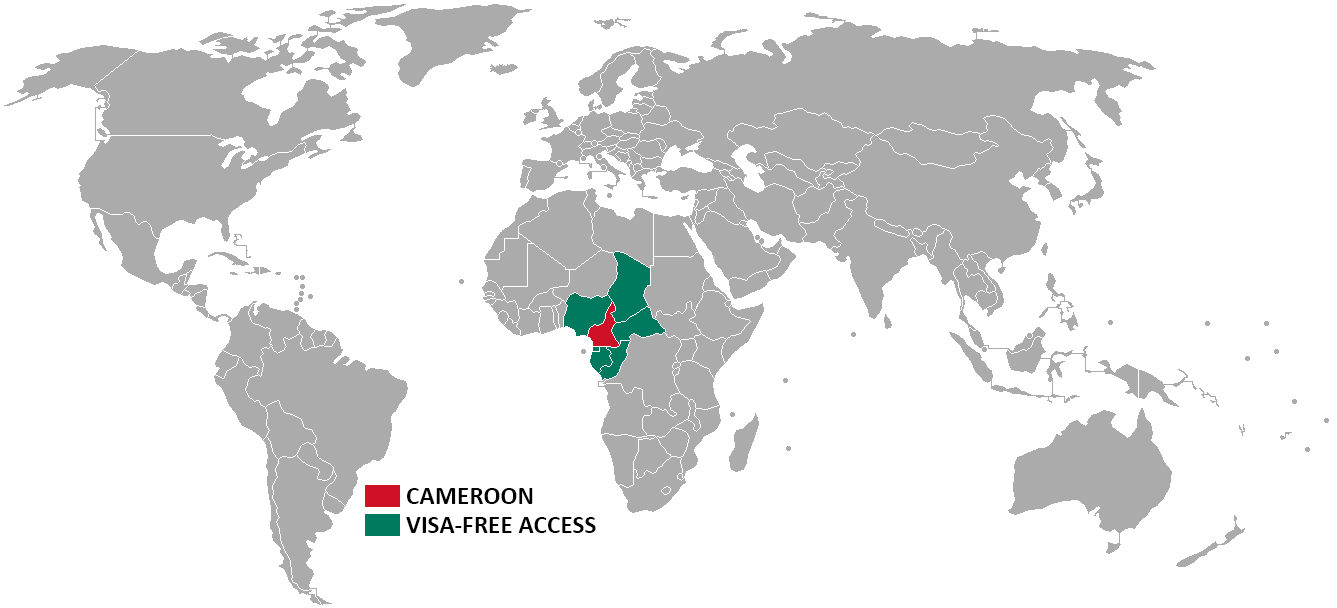
Cameroon
Miễn thị thực

## Miễn thị thực
Công dân của một trong 4 quốc gia sau có thể đến Cameroon mà không cần thị thực lên đến 90 ngày:
| - Central African Republic - Chad - Congo - Nigeria |

Người sở hữu hộ chiếu ngoại giao hoặc hộ chiếu công vụ được cấp bởi Ý và  Thổ Nhĩ Kỳ không cần thị thực để đến Cameroon.
Người giữ hộ chiếu ngoại giao và công vụ có thể xin thị thực tại cửa khẩu nếu họ có nhiệm vụ được giao và có vé quay về. Một hiệp ước giữa Trung Quốc và Cameroon về miễn thị thực hai chiều cho người có hộ chiếu ngoại giao và công vụ được ký vào tháng 7 năm 2016 và chưa được thông qua.
Du khách quá cảnh không có thị thực được cho phép nếu tiếp tục hành trình của họ trên cùng một máy bay hoặc máy bay kết nối đầu tiên trong vòng 24 giờ và không rời sân bay.